# ×Phyllosasa tranquillans
Phyllosasa tranquillans là một loài thực vật có hoa trong họ Hòa thảo. Loài này được (Koidz.) Demoly miêu tả khoa học đầu tiên năm 1995.